# Nalbant
Nalbant est une commune roumaine située dans le județ de Tulcea.